# Józef Weber
Józef Weber (ur. 12 czerwca 1846 w Fürstenthal, zm. 24 marca 1918 w Chicago) – duchowny rzymskokatolicki, zmartwychwstaniec, arcybiskup, biskup pomocniczy lwowski w latach 1895–1906.
2 grudnia 1895 został mianowany biskupem pomocniczym archidiecezji lwowskiej i biskupem tytularnym Temnus. W 1901 mianowany arcybiskupem tytularnym Darnis. W 1906 zrezygnował z funkcji biskupa pomocniczego lwowskiego, wstępując do zakonu zmartwychwstańców.
W 1901 roku odznaczony Orderem Żelaznej Korony II klasy.